# Christophe Guénot
Christophe Guénot (* 7. Januar 1979 in Saint-Rémy (Saône-et-Loire)) ist ein französischer Ringer. Er gewann bei den Olympischen Spielen 2008 in Peking eine Bronzemedaille im griechisch-römischen Stil im Weltergewicht.

## Werdegang
Christophe Guénot begann im Alter von sechs Jahren 1985 in Champforgeuil mit dem Ringen. Er konzentrierte sich dabei auf den griechisch-römischen Stil, nur zu Beginn seiner Laufbahn startete er bei einigen wenigen Wettkämpfen auch im freien Stil. Von Champforgeuil wechselte er nach Bagnolet und ist seit einigen Jahren Mitglied von US Cercle de Lutte de Paris, dem Ringerverein der Pariser Metro. Bei der Pariser Metro ist er auch angestellt. Trainiert wurde bzw. wird er von Lionel Lacaze, Frank Abrial, Jean-Marc Charday und Patrice Mourier, dem Nationaltrainer der Ringer im griechisch-römischen Stil im französischen Ringerverband.
1999 wurde Christophe Guénot französischer Juniorenmeister in beiden Stilarten im Leichtgewicht und belegte im gleichen Jahr bei den französischen Meisterschaften der Senioren in der gleichen Gewichtsklasse im griechisch-römischen Stil den 2. Platz und im freien Stil den 1. Platz. Im Laufe seiner Karriere gewann er insgesamt sieben französische Meistertitel bei den Senioren, wobei er 2010 und 2011 im griechisch-römischen Stil jeweils im Mittelgewicht gewann.
In den Jahren 1996 bis 1999 wurde er vom französischen Ringerverband bei vier internationalen Juniorenmeisterschaften eingesetzt. Er konnte sich dabei jedoch bei keiner dieser Meisterschaften unter den zehn besten Ringern platzieren. Auch bei den Senioren brauchte er einige Jahre, bis er die internationale Spitzenklasse erreichte. Erst im Jahre 2006 machte er nachhaltig auf sich aufmerksam, als er bei den Europameisterschaften 2006 in Moskau im Weltergewicht einen Sieg über den starken Ukrainer Wolodymyr Schazkych erzielte und die Medaillenränge wegen einer knappen Punktniederlage gegen Reto Bucher aus der Schweiz nur knapp verfehlte.
Im Jahre 2007 gewann Christophe Guénot dann bei den Weltmeisterschaften 2007 in Baku im Weltergewicht mit Siegen über Joakim Aardalen, Norwegen, T. C. Dantzler, Vereinigte Staaten u. Ilja Shafran, Israel, einer Niederlage gegen Mark Overgaard Madsen, Dänemark und Siegen über Konstantin Schneider, Deutschland (2:1 Runden, 8:7 Punkte) und Julian Kwit, Polen eine Bronzemedaille und damit seine erste Medaille bei internationalen Meisterschaften. Diese gute Form konnte er auch im Jahre 2008 konservieren. Er gewann in diesem Jahr in Tampere bei den Europameisterschaften im Weltergewicht mit Siegen über Ilja Shafran, Aleksanders Visnakovs, Lettland u. Menat Argin, Schweiz, einer Niederlage gegen Péter Bácsi, Ungarn und einem Sieg über Valtteri Moisio, Finnland wiederum eine Bronzemedaille.
Zum größten Erfolg in seiner Laufbahn kam er dann bei den Olympischen Spielen in Peking. Er hatte dort allerdings großes Losglück (2 × Freilos), so dass ihm bei einer Niederlage gegen Manuchar Kwirkwelia aus Georgien Siege über Konstantin Schneider und Peter Bacsi zum Gewinn der olympischen Bronzemedaille ausreichten. Besonders erwähnenswert ist in diesem Zusammenhang, dass sein um sechs Jahre jüngerer Bruder Steeve Guénot in Peking im griechisch-römischen Stil im Leichtgewicht sogar die Goldmedaille gewann.
Bei den Weltmeisterschaften 2009 und 2010 in Herning/Dänemark bzw. Moskau kam Christophe Guénot nicht mehr in die Medaillenränge. Er belegt dort die Plätze 8 und 10.
In Deutschlands Ringerkreisen ist Christophe Guénot gut bekannt, weil er schon seit vielen Jahren in der deutschen Bundesliga für den SV Siegfried Hallbergmoos bzw. den ASV Mainz 1888 an den Start geht.

## Internationale Meisterschaften bzw. Turniere
| Jahr | Platz  | Wettbewerb                                               | Gewichtsklasse | Ergebnis |
| 1996 | 11.    | Junioren-EM in Sofia                                     | Leicht         | Sieger: Tamas Kiss, Ungarn vor Gökhan Yavaşer, Türkei |
| 1997 | 31.    | Junioren-WM in Turku                                     | Leicht         | Sieger. Alexander Krutschinkin, Russland vor Yusuf Düzer, Türkei |
| 1998 | 12.    | Junioren-WM in Kairo                                     | Leicht         | Sieger: Sergios Solontkis, Griechenland vor Wladislaw Lomatschinski, Russland |
| 1999 | 12.    | Junioren-WM in Bukarest                                  | Leicht         | Sieger: Max Schwindt, Deutschland vor Parviz Zaidvand, Iran und Aleksandr Doxturishvili, Georgien |
| 2001 | 10.    | EM in Istanbul                                           | Leicht         | Sieger: Aleksandr Doxturishvili vor Michail Iwantschenko, Russland |
| 2001 | 1.     | Mittelmeerspiele in Tunis                                | Leicht         | vor Yasser Saleh, Syrien u. Selahattin Güngör, Türkei |
| 2002 | 22.    | EM in Seinäjoki                                          | Welter         | nach Niederlagen gegen Michal Jaworski, Polen und Warteres Samurgaschew, Russland |
| 2004 | 15.    | EM in Haparanda                                          | Welter         | nach einem Sieg über Radoslaw Truszkowski, Polen u. einer Niederlage gegen Serkan Özden, Türkei |
| 2005 | 3.     | Mittelmeerspiele in Almería                              | Welter         | hinter Mahmut Altay, Türkei u. Ahmed Mohamed Abdelsadek, Ägypten |
| 2005 | 16.    | WM in Budapest                                           | Welter         | nach einem Sieg über Yuki Iwasaki, Japan u. einer Niederlage gegen Ilgar Abulow, Aserbaidschan |
| 2006 | 1.     | Nikola-Petrow-Memorial (FILA-Golden-Grand-Prix) in Sofia | Welter         | |
| 2006 | 8.     | EM in Moskau                                             | Welter         | nach einem Sieg über Wolodymyr Schazkych, Ukraine u. einer Niederlage gegen Reto Bucher, Schweiz |
| 2007 | 2.     | Großer Preis von Deutschland in Dortmund                 | Welter         | hinter Konstantin Schneider, Deutschland, vor Oleg Michailowitsch, Belarus, u. Wassyl Ratschyba, Ukraine                                                                                                  |
| 2007 | 3.     | WM in Baku                                               | Welter         | nach Siegen über Joakim Aardalen, Norwegen, T. C. Dantzler, USA u. Ilja Shafran, Israel, einer Niederlage gegen Mark Overgaard Madsen, Dänemark u. Siegen über Konstantin Schneider u. Julian Kwit, Polen |
| 2008 | 3.     | EM in Tampere                                            | Welter         | nach Siegen über Ilja Shafran, Aleksanders Visnakovs, Lettland u. Menat Argin, Schweiz, einer Niederlage gegen Péter Bácsi, Ungarn u. einem Sieg über Valteri Moisio, Finnland                            |
| 2008 | Bronze | OS in Peking                                             | Welter         | nach einer Niederlage gegen Manuchar Kwirkwelia, Georgien u. Siegen über Konstantin Schneider u. Peter Bacsi                                                                                              |
| 2009 | 2.     | Mittelmeerspiele in Pescara                              | Welter         | hinter Seref Tüfenk, Türkei, vor Neven Žugaj, Kroatien u. Ioannis Spyridakis, Griechenland |
| 2009 | 8.     | WM in Herning/Dänemark                                   | Welter         | nach Siegen über Alexander Kazakewitsch, Litauen u. Arsen Dschulfalakjan, Armenien u. einer Niederlage gegen Farshad Alizadeh Kakheshi, Iran                                                              |
| 2010 | 1.     | Intern. Turnier in Créteil                               | Welter         | vor Rafael Samurgatschew, Russland u. Steeve Guénot, Frankreich |
| 2010 | 2.     | Großer Preis von Deutschland in Dortmund                 | Welter         | hinter Dimitri Pyschkow, Ukraine, vor Waldemars Venckaitis, Litauen u. Neven Žugaj |
| 2010 | 10.    | WM in Moskau                                             | Welter         | nach Siegen über Jacob Fisher, USA u. Aleksanders Visnakovs u. einer Niederlage gegen Roman Meljoschin, Kasachstan                                                                                        |
| 2011 | 5.     | Intern. Turnier in Créteil                               | Welter         | hinter Wolodymyr Schazkych, Dimitri Pyschkow, Robert Rosengren, Schweden u. Alexander Kazakewitsch |

## Erläuterungen
- alle Wettbewerbe seit 1997 im griechisch-römischen Stil, Junioren-EM 1996 im freien Stil
- OS = Olympische Spiele, WM = Weltmeisterschaften, EM = Europameisterschaften
- Leichtgewicht bis 1996 bis 68 kg, von 1997 bis 2000 bis 69 kg, seit 2001 bis 66 kg Körpergewicht, Weltergewicht, seit 2001 bis 74 kg, Mittelgewicht, seit 2001 bis 84 kg Körpergewicht